# Jochen Radermacher
Jochen Radermacher, eigentlich Hans-Joachim Radermacher, ist ein deutscher Kameramann.

## Leben
Radermacher begann 1977 als Kameraassistent zu arbeiten. Mitte der 1980er Jahre begann er als Kameramann zu arbeiten. Er hat sich hauptsächlich auf Fernseharbeiten spezialisiert. Sein Schaffaen umfasst mehr als 40 Produktionen.

## Filmografie
- 1982: Vis à-vis
- 1985: Die Mitläufer
- 1986: Die Brücke am schwarzen Fluß
- 1988, 1989: Kasse bitte
- 1991–1994: Unsere Hagenbecks
- 1987–1991: Tatort:
  - 1987: Voll auf Haß
  - 1989: Armer Nanosh
  - 1991: Finale am Rothenbaum
  - 1991: Tini
- 1992: Die Männer vom K3
- 1993: Ein Mann am Zug
- 1993: Vater braucht eine Frau
- 1995–2001: Dr. Stefan Frank – Der Arzt, dem die Frauen vertrauen
- 1995: Die Versuchung – Der Priester und das Mädchen
- 1995: Kommt Mausi raus?!
- 1996: Wem gehört Tobias
- 1997: SOKO München
- 1997: Sanfte Morde
- 1997: Trügerische Nähe
- 1997: Kap der guten Hoffnung
- 1998: Der Pirat
- 1998: Eine Sünde zuviel
- 1999: Hotel Mama – Mama auf der Flucht
- 2000–2002: Klinikum Berlin Mitte – Leben in Bereitschaft
- 2001: Denninger – Der Mallorcakrimi
  - 2001: Der Tod des Paparazzo
  - 2001: Denninger – Der Mann mit den zwei Gesichtern
- 2002: Die Hinterbänkler
- 2002: Alicia!
- 2004: Das Traumhotel: Verliebt auf Mauritius
- 2004: Mogelpackung Mann
- 2005: Mama und der Millionär
- 2005: Wenn der Vater mit dem Sohne
- 2005: Der Bulle von Tölz:
  - 2005: Liebesleid
  - 2005: Der Weihnachtsmann ist tot
- 2006: Die Alpenklinik
- 2007: Allein unter Bauern
- 2007: Die Alpenklinik – Eine Frage des Herzens
- 2008: Zwei Herzen und zwölf Pfoten
- 2009: Die Blücherbande
- 2009: Am Kap der Liebe – Unter der Sonne Uruguays
- 2009: Schaumküsse
- 2002–2011: Utta Danella
  - 2002: Die Hochzeit auf dem Lande
  - 2003: Die andere Eva
  - 2003: Der Sommer des glücklichen Narren
  - 2006: Eine Liebe im September
  - 2011: Wachgeküsst
- 2012: Aus Liebe zu Dir
- 2013: Nur mit euch!
- 2013: Tessa Hennig: Mutti steigt aus
- 2013: Papa auf Probe
- 2011–2014: SOKO Stuttgart
- 2013, 2015: Rosamunde Pilcher
  - 2013: Die versprochene Braut
  - 2015: Rundum glücklich
- 2015: Eins ist nicht von dir
- 2015: Heimat ist kein Ort
- 2011–2019: Inga Lindström
  - 2011: Frederiks Schuld
  - 2012: Sommer der Erinnerung
  - 2013: Feuer unterm Dach
  - 2014: Der Traum von Siljansee
  - 2014: Sterne über Öland
  - 2019: Heimkehr